# 全国工業高等学校長協会
公益社団法人全国工業高等学校長協会（ぜんこくこうぎょうこうとうがっこうちょうきょうかい、英文名称：The National Association of Principals of Technical Senior High Schools、略称：全工協会、全工協）は、工業科を設置する日本の国公立・私立高等学校校長を正会員とする公益法人。日本の工業教育の研究および発展に寄与することを目的とする。1956年3月12日に法人としての設立が認可された。

## 概要
全工協会の会員は、日本全国の工業高等学校（工業高校）、工業科のある普通高校・職業高校や総合学科のある高校などの校長で占められている。社団法人であるために加入の法的拘束力はなく、工業科を設置していながら加入していない高校も存在する。

### 沿革
- 1908年（明治41年）　全国工業学校長会が「工業唱歌」刊行。作詞者は鉄道唱歌と同じ。
- 1920年（大正9年）　大阪府立商品陳列所（現在の大阪府立貿易館）の協賛団体として「商工中心会」が創設される。全工協会では、これをもって協会の創立とする。商工中心会では工業教育に関する調査・研究が提唱され、これにより大阪の工業学校長との結びつきが生じ、さらに近畿全域に広がった。
- 1922年（大正11年）　大阪・京都・神戸・名古屋・横浜・東京の六大都市の工業学校長会が発足。
- 1923年（大正12年）　全国実業教育会（農業・工業・商業・水産業を含む）が発足。
- 1925年（大正14年）　全国実業学校長会を開催。商工中心会が工業学校用の教科書発行を決定。
- 1930年（昭和5年）　財団法人「工業教育振興会」を設立し、教科書発行を引き継ぎ、さらに事業を拡大する。
- 1937年（昭和12年）　工業教育振興会の事務所を東京市麹町区飯田町1丁目16番地（現在の東京都千代田区飯田橋2-8-1）に移転。
- 1947年（昭和22年）　全国工業学校長会議が、戦後はじめて開催され、以後は毎年開催することになる。
- 1948年（昭和23年）　新制高等学校が発足する。
- 1956年（昭和31年）3月12日　社団法人「全国工業高等学校長協会」として設立が認可される。財団法人 工業教育振興会は解散された。
- 1968年（昭和43年）2月　法人事務所として「工業教育会館」を竣工。
- 1969年（昭和44年）　創立50周年式典を開催。
- 1979年（昭和54年）5月　創立60周年式典を開催（経団連ホール）。
- 1989年（平成元年）5月23日　創立70周年記念式典を開催（東條会館ホール）。麻生太郎文部政務次官らが来賓。
- 1999年（平成11年）　創立80周年記念式典を開催。
- 2000年（平成12年）　高校生ものづくり全国大会、ジュニアマイスター顕彰制度が発足。
- 2009年（平成21年）5月26日　創立90周年記念式典を開催（ハイアット リージェンシー東京）。
- 2010年（平成22年）6月21日　「工業教育会館」改築完工に伴い、事務所を工業教育会館に戻す。
- 2012年（平成24年）2月15日　社団法人から公益社団法人への移行が認定される。

### 会員校数
学校数の出典は、全工協会が毎年度に発行する『全国工業高等学校要覧』
- 平成11年度（1999年5月1日現在）：657校（国公立548校、私立109校）
- 平成12年度（2000年5月1日現在）：653校（国公立547校、私立106校）
- 平成13年度（2001年5月1日現在）：653校（国公立553校、私立100校）
- 平成14年度（2002年5月1日現在）：656校（国公立555校、私立101校）
- 平成16年度（2004年5月1日現在）：658校（国公立558校、私立100校）

- 平成17年度（2005年5月1日現在）：651校（国公立554校、私立97校）
- 平成18年度（2006年5月1日現在）：653校（国公立558校、私立95校）
- 平成19年度（2007年5月1日現在）：644校（国公立550校、私立94校）
- 平成20年度（2008年5月1日現在）：625校（国公立531校、私立94校）
- 平成21年度（2009年5月1日現在）：624校（国公立529校、私立95校）
- 平成22年度（2010年5月1日現在）：612校（国公立519校、私立93校）
- 平成23年度（2011年5月1日現在）：614校（国公立519校、私立95校）
- 平成24年度（2012年5月1日現在）：612校（国公立514校、私立98校）
- 平成25年度（2013年5月1日現在）：607校（国公立511校、私立96校）
- 平成26年度（2014年5月1日現在）：603校（国公立513校、私立90校）

## おもな事業
工業高校を後方支援および研究する立場として、次のような各種事業を行なっている。

### 検定事業
以下のような各種検定試験の主催者となっている（国家資格を除く）。
- 基礎製図検定
- 機械製図検定
- パソコン利用技術検定
- グラフィック・デザイン検定（旧 DTP検定）
- 初級CAD検定
- リスニング英語検定
- 情報技術検定（平成16年度から文部科学省後援）
- 計算技術検定（平成16年度から文部科学省後援。厚生労働省のYES-プログラム認定試験を兼ねる）

このため、数多くの種類の検定対策問題集の発行も行っている。このほか、ものづくりコンテスト、技術・アイディアコンテスト、各種のロボット競技会（全国高等学校ロボット競技大会、全日本ロボット相撲大会、高校生ロボットアメリカンフットボール全国大会）、マイコンカーラリー、全国製図コンクールなどさまざまなコンテスト（競技会）の主催者にもなっており、工業高校生が参加する大会・検定などの多く、文部科学省検定済教科書以外の工業高校向けの副教材の出版物の一部は全工協発行のものが多い。

### 顕彰事業
会員校の優秀な教職員・生徒の表彰を積極的に行っている。特に各種資格に点数を付け、その点数が一定の基準を満たした生徒はジュニアマイスター顕彰制度によって表彰される。

### 国際化事業
会員校の生徒を対象に、国際化事業を行なっている。
- オーストラリア海外研修事業；ホームステイおよび現地高校での英語学習・地域産業体験学習など。

### 広報・刊行事業
機関誌として隔月刊の『工業教育』を刊行し、工業教育や会員校の現状について広報活動を行なっている。また、会員校の国家資格や各種検定の取得数などを詳細にまとめ、優秀な会員校は協会が発行する出版物によって積極的に公開している。
- 刊行物
  - 『工業教育』（機関誌、隔月刊）
  - 『全国工業高等学校要覧』（毎年度刊行、CD-ROM付）

### その他・評価
会員校で特別優秀な生徒を特定の大学へ進学させる特別推薦制度もあり、一定の成績を収めた生徒は高いレベルの教育を受けさせることを積極的に支援している。
しかし、一部就職口以外での評価は低く、それに類する専門教育機関での知名度も決して高いとはいえない。

### 工業教育教科・学科別研究会
助成金対象の教育研究会として、以下のものがある。
| 地区         | No | 研究会名                               | 略称・URL          |
| ------------ | -- | -------------------------------------- | ------------------ |
| 全 国        | 1  | 日本工業化学教育研究会                 | 工化研             |
| 全 国        | 2  | 全国材料技術教育研究会                 |                    |
| 全 国        | 3  | 日本繊維工業教育研究会                 |                    |
| 全 国        | 4  | エネルギー・環境技術教育研究会         |                    |
| 全 国        | 5  | 全国自動車教育研究会                   | 全自研             |
| 全 国        | 6  | 全国電子工業教育研究会                 | 全電研             |
| 全 国        | 7  | 全国工業高校造船教育研究会             |                    |
| 全 国        | 8  | 全国高校デザイン教育研究会             |                    |
| 全 国        | 9  | 全国高等学校インテリア科教育研究会     |                    |
| 全 国        | 10 | 全国設備工業教育研究会                 |                    |
| 全 国        | 11 | 全国情報技術教育研究会                 | 全情研             |
| 全 国        | 12 | 全国セラミック教育研究会               |                    |
| 全 国        | 13 | 全国金属工芸教育研究会                 |                    |
| 全 国        | 14 | 全国高等学校グラフィクアーツ教育研究会 |                    |
| 全 国        | 15 | 全国電子機械教育研究会                 |                    |
| 北海道       | 16 | 北海道高等学校工業教育研究会           |                    |
| 関 東 東日本 | 17 | 関東甲信越地区機械工業教育研究会       | 関機研             |
| 関 東 東日本 | 18 | 関東甲信越地区電気教育研究会           | 関電研             |
| 関 東 東日本 | 19 | 東日本高等学校土木教育研究会           | 東土研・ENCH（※1） |
| 関 東 東日本 | 20 | 東日本建築教育研究会                   |                    |
| 東 海        | 21 | 東海地区機械教育研究会                 |                    |
| 東 海        | 22 | 東海地区電気教育研究会                 |                    |
| 近 畿 西日本 | 23 | 近畿地区機械教育研究会                 |                    |
| 近 畿 西日本 | 24 | 近畿地区電気教育研究会                 |                    |
| 近 畿 西日本 | 25 | 西日本工高建築連盟                     | 西工連             |
| 近 畿 西日本 | 26 | 西日本高校土木教育研究会               | 西土研・WNCH（※1） |
| 中 国        | 27 | 中国地区高校工業教育研究会             |                    |
| 四 国        | 28 | 四国工業教育研究会                     |                    |
| 九 州        | 29 | 九州地区工業教育研究協議会             |                    |

※1：（19）東土研と（26）西土研は「全国高等学校土木教育研究会」（略称 全土研・NCH）を構成している。

## 所在地
- 事務所の所在地：東京都千代田区飯田橋2-8-1 工業教育会館（1937年～　）；定款第2条による
  - 工業教育会館の改築に伴う仮事務所：東京都千代田区飯田橋3-11-13 ダヴィンチ飯田橋ビル10階（2008年8月18日～2010年6月20日）